# رایموندو وان ریل
رایموندو وان ریل (ایتالیایی: Raimondo Van Riel؛ ‏ ۲۲ ژانویهٔ ۱۸۸۱ – ۹ مهٔ ۱۹۶۲) بازیگر اهل ایتالیا بود.
از فیلم‌هایی که وی در آن نقش داشته‌است، می‌توان به نامزدشده، اولین عشق، بن هور، شهر رنج، فانوس شیطان، تاراج رم، کاروان اسب‌سواران آتشین، کشتی در معرض خطر غرق‌شدگی و تئاتر اشاره کرد.